# يوسف الأرماني
يوسف أفندي الأرماني هو تاجر أرمني جلب معه شجيرات المندارين من جزيرة مالطة وزُرعت في بستان محمد علي باشا، وإليه يُنسب اسمها الشائع في مصر (اليوسفي أو يوسف أفندي).

## حياته
كان يوسف أفندي شاب نابغ من ضمن البعثات التعليمية التي أرسلها محمد علي إلى الغرب لتعلم فنون الأدب والكتابة والتاريخ والعلوم والزراعة للمساهمة في نهضة مصر في مختلف المجالات في ذلك الوقت، وكا يوسف افندي متخصصا في علوم الزراعة والفواكه.
في طريق عودة يوسف أفندي من فرنسا ضمن البعثة التي ضمته، اضطرت السفينة التي أقلتهم الى الوقوف في جزيرة مالطة والمكوث فيها لأسابيع بسبب عاصفة بحرية، وهناك التقى يوسف افندي تجار من دول شرق آسيا يجلبون شجيرات صغيرة وفواكه من نوع جديد تشبه البرتقال وأطلقو عليها "مندرين"، حيث كان التجار في طريق العودة من أسبانيا.
أثارت الفاكهة الجديدة فضول يوسف أفندي فطلب شراء بعض منها وجلبها الى مصر لتبدأ زراعة اليوسفي في مصر أو ما عرف وقتئذ بفاكهة طوسون باشا.. فما هي قصة طوسون ؟
كان لـ محمد علي إبن يدعى طوسون باشا وكان محمد علي قلبه متعلق به، ويحبه حبا شديدا، وسافر طوسون باشا على رأس مجموعة حربية خارج مصر لمواجهة حركات تمردية في السعودية، وعاد الى مصر وتوفى متأثرا بإصابته جراء الحرب.
حزن محمد علي على طوسون حزنا شديد وغابت البسمة عن وجهه لفترة كبيرة، حتى قيل أن قصر محمد علي غلبه السواد والحداد حزنا على فراق نجله.
ووفق الرواية التاريخية.. عادت البعثة إلى مصر، وعلم محمد علي بأنباء يوسف أفندي والشجرة الجديدة التي أحضرها معه، وبالرغم من الحزن الاكتئاب وحالة الهم التي سادت حياة محمد علي بعد وفاة نجله، إلا أنه أصر على مقابلة البعثة بنفسه، لرؤية الفاكهة الجديدة ومقابلة يوسف أفندي.
ذكاء ودهاء يوسف أفندي دفعه للسؤال حول ما يحب محمد علي باشا، وما أكثر شئ محبب إلى قلبه، فعلم بأن طوسون باشا هو الوحيد الذي استحوذ قلبه وكسر فؤاده بموته، وجاءت لحظة التقائهما، وتذوق محمد علي باشا الفاكهة، ، فسأل ما اسم الفاكهة، فرد يوسف قائلا : "طوسون باشا"، فتبسم محمد علي وافرج عن ضحكته التي ظلت حبيسة منذ مدة طويلة منذ وفاة ابنه، وأمر جنوده بزرع شجرة يوسف أفندي في الحديقة، فربط الجنود اسم الفاكهة باسم يوسف أفندي و اقترنا معا حتى يومنا هذا، ويقال أحيانا يوسفي.
وأمر محمد على أن تخصص أراضي نبروه بالدقهلية ليوسف أفندي يشرف عليها بنفسه، فيما تم زراعة أراضي كبيرة منها في شبرا.